# قرة كسلخة
قرة كسلخة (بالفارسية: قره‌کسلخه) هي قرية تقع في غلستان في إيران. يقدر عدد سكانها بـ 184 نسمة بحسب إحصاء 2016.